# Jacques Boyer-Brun
Cet article possède un paronyme, voir Jacques Boyé.
Pour les articles homonymes, voir Boyer et Brun.
Jacques Boyer-Brun (1764-1794) est un polémiste français.

## Biographie
Jacques Marie Boyer, dit Boyer-Brun, naît à Nîmes en 1764.
En 1786, il fonde le Journal de Nîmes. Substitut du procureur de la commune de Nîmes (1790), il s'oppose virulemment à la Révolution française. Il fait notamment signer en mai 1790 réclamant le retour du catholicisme comme religion d'État, ce qui provoque sa fuite de Paris où il s'était installé. En 1791, il collabore au Journal général de France, avant de prendre l'année suivante la direction du Journal du peuple. 
Arrêté en janvier 1794 avec sa compagne Avoye Paville, il est guillotiné le 20 mai suivant à Paris.
Il est le père de François-Marie Boyer, qui deviendra bâtonnier de l'ordre des avocats de Nîmes.

## Ouvrages
- Histoire des caricatures de la révolte des Français, Paris, Journal du peuple, 1792 (BNF 30152587).